# Bătălia de la Marengo
Bătălia de la Marengo a avut loc pe 14 iunie 1800 în apropierea localității italiene Alessandria și a constituit bătălia cea mai importantă a Războiului celei de-a doua Coaliții. În ciuda succesului inițial al austriecilor, care reușiseră să învingă armata franceză până la începutul după-amiezii, sorții bătăliei s-au schimbat în mod dramatic, astfel că, până seara, francezii au câștigat o victorie decisivă. 

## Desfășurare
Bătălia a început atunci când comandantul austriac, generalul Melas a lansat un atac concentrat asupra forțelor franceze ale Primului Consul Bonaparte. Acesta din urmă își divizase trupele, trimițând un puternic detașament sub comanda generalului Desaix pentru a repera forțele austriece, despre poziția cărora nu se știa anterior nimic. Astfel, atacul austriac este surprinzător și francezii sunt copleșiți numeric. Nici măcar șarja de cavalerie eroică a generalului Bessières nu poate opri atacul austriac, care reușește să străpungă linia franceză, oblingându-i pe aceștia să se retragă, spre ora 14. Continuând să împingă înapoi armata franceză, armata austriacă își expune flancul, tocmai atunci când Desaix, rechemat de urgență pe câmpul de bătălie, sosește cu toate forțele sale, dinspre sud. Desaix se pune în fruntea infanteriei sale și atacă, ordonând de asemenea o șarjă violentă a cavaleriei, sale, comandate de generalul de brigadă Kellermann. Atacul combinat dă imediat rezultate, respingând armata austriacă, surprinsă total de apariția neașteptată a întăririlor franceze, dar generalul Louis Charles Antoine Desaix este ucis în acțiune.